# Haplopeodes minutus
Haplopeodes minutus är en tvåvingeart som beskrevs av Frost 1924. Haplopeodes minutus ingår i släktet Haplopeodes och familjen minerarflugor. Inga underarter finns listade i Catalogue of Life.